# 無給労働

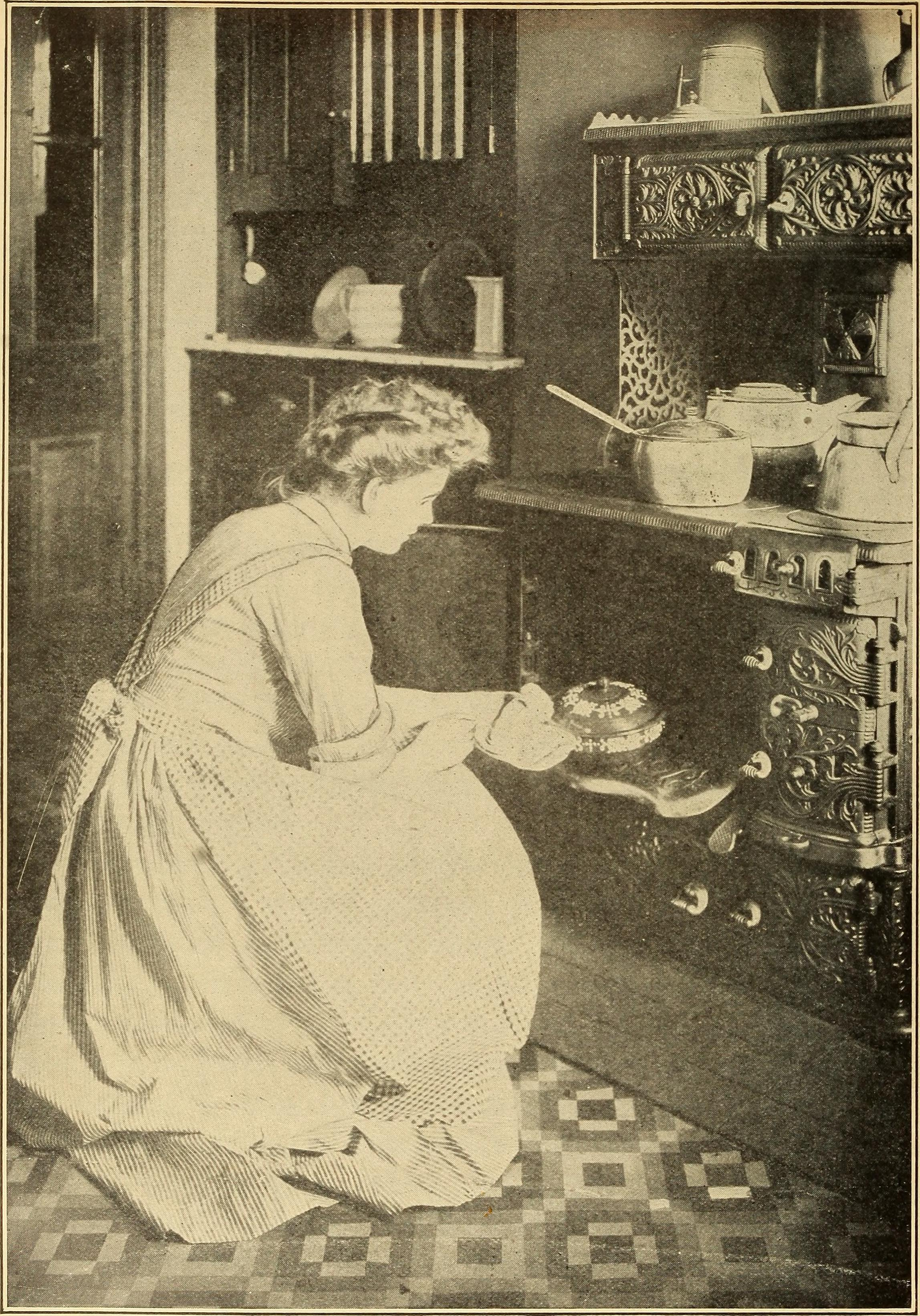
彼女の家族のための食事を調理することによって、無給労働に携わるひとりの婦人

無給労働（むきゅうろうどう）、または無償労働（むしょうろうどう）とは、何ら直接の報酬を受け取らない労働である。また、このような労働を行う者を無給労働者（むきゅうろうどうしゃ）、または無償労働者（むしょうろうどうしゃ）と呼ぶ。
これは次の二つの範疇のうちのひとつに該当する、非市場労働の一形態である。
1. 国内総生産（GDP）のような、国民所得標準方式（英語版）（SNA）の生産境界に組み入れられる無給労働。
2. 消費の為に家計内で起こる家庭内労働のように、国民所得標準方式（SNA）の生産境界の外部に該当する無給労働。

無給労働は多くの形態で見られ、家庭内での活動に限定されない。他の類型としては、慈善事業の形態としてのボランティア活動や、無給雇用の形態としてのインターンシップなどが挙げられる。
国連統計局（UNSD）によって集計された時間利用調査によれば、無給労働の主な担い手は女性であるとされ、家計内での家庭内労働の不平等な分割は、家計外での女性の労働にも影響を及ぼしているとされる。家庭内労働の多くは女性に当てはまり、無給である家庭内労働への多くの時間の寄与は、女性の労働市場への参加に影響を及ぼし、結果として子育てや社会活動に影響を及ぼすと考えられている。

## 種類

### 無給の家庭内労働
無給の家庭内労働には日常生活における調理や洗濯、掃除等の家事の他、生活のための買い物などが含まれる。更には育児や高齢者、傷病人や障碍者の介助、介護等の活動が含まれる場合もある。無給の家庭内労働は主として家庭のためのケアワークとして定義されるが、自分で消費する食料の生産や、水や燃料の採取といった、生産的な活動が国民所得標準方式（SNA）の生産境界に組み入れられる無給労働として存在する。

### 生殖労働
無給の家庭内労働は生物学的なものではないが、リプロダクティブヘルス（性と生殖に関する健康）の上では労働の一部とも言える。Debra Satz（デブラ・サッソ）は、生殖労働は「市場の規範に従って処理するべきではない特別な種類の労働」であると考えている。これには家族や子供の世話や育児を含むものである。妊娠、出産という行為は女性生殖器を有する者のみが行うことができ、不可逆的に生物学的な女性の仕事と言える。既婚女性、シングルマザー、その他の女性家族は人々の生活の上では無給の生殖労働者である。ただし、子育ては生殖と介護の両方に当てはまる労働であり、母乳による授乳期の後は別の世帯員が仕事を引き受けることも可能である。

## 歴史
家庭内における男女の性役割は、植民地化と帝国主義により時間をかけて強化された文化的価値に深く関係する。例えば、Patricia Grimshaw（パトリシア・グリムショウ）のハワイでの研究では、ニューイングランドの宣教師は、伝道者の女性が到着する前に高いステータスである複婚の許可を行っていたネイティブのハワイ人の女性にキリスト教の価値を説教をすることで、アイロンがけのような家庭の仕事を免れようとした。キリスト教徒の女性たちは、本質的な女性の概念として家族を世話し、また夫に従順するよう家庭内に留まることを責任として教えられた。歴史をみると、家庭における女性の立場として「良き妻」が母親の必須条件とされてきた。
しかし1960年代以降、グローバル化の進展により女性が市場活動に参加する新たな機会をもたらした。グローバル化の進展は、女性の賃金労働を増やしたが、無給労働に費やされる時間は軽減されず、女性が労働市場に参加する間、有給雇用を確保する女性は労働の二重負担を強いられるようになる。これはワーク・ライフ・バランスを考え、育児や介護をしながらも、自分自身のためにキャリアを積もうとする女性にとって、絶え間ない闘いであると言える。女性の自身の能力の発揮に影響を与える時間は、国民所得会計の統計によって測定される家族の相対的な生活水準に影響する。
社会的規範と期待のために、無給労働の負担は主に女性にに充てられてきた。男性が賃金労働から帰宅後に介護や育児といった無給労働を行うことは可能であるが、女性がその労働の大部分を占めることが多い。従来の家庭では、世帯を支える無給労働には女性が関与する。しかし共働きの傾向と高齢化に伴い、家事や育児、介護の商業化が進んでいる。無給労働者の疲弊を防ぐためには無給労働の価値を常に考慮し、正当な雇用とみなされるべきであるとの議論もある。また、無給の家事労働者を保護するために、「介護手当」を提供するべきであるとの議論もある。
家庭での無給労働の負担を、夫婦の妻に負わせていることが様々な研究で示されている。しかし結婚した世帯の男女間の格差はある程度縮小していることも示されている。例えば、2000年代半ばの不況時には、低所得の男性は無給の家事労働に多くの時間を充てることで、世帯への貢献を高めた。

## 「女性的な質」による家事労働
世界的に無給労働の主な提供者である女性への期待が性別基準によって社会的に構築され、実施されている。女性が家庭外での賃金労働を行う場合でも、家事や育児活動が大きなシェアを占める。結果として、グローバル化によって無給労働の主な提供者である一方で賃金労働としての雇用も増え、家計収入への貢献は更に増えている。この不平等は、グローバル化による雇用形態の変化に伴い男女別の労働がどのように変化したのかを表す。また、社会的に構築されたジェンダーの規範が、女性の「二重負担」の構造を引き起こし、女性の経済の脆弱性、金融危機や貧困、失業、健康状態への影響や学業への影響に寄与している。女性はこれを自分の中に抱えてしまうことが多く、特に金融危機の間に苦しむ人が多い。

## 二重負担

### 定義
二重負担とは、市場活動への参加による賃金労働の後、帰宅後に家庭内で家事や育児などの無給労働を終日行わなければならない状況。無給労働については、男女が同じ賃金労働を行ったとしても、社会的規範と期待のために主に女性がその多くを負担する。

### 女性への影響
賃金労働と無給労働のバランスをとることは、主として女性に課される。増加したストレスレベルの報告も珍しいことではない。低い生活満足度や主観的な幸福など、うつ病や精神不安に関連した高いレベルの症状が報告されている。女性が賃金労働時間を増やすにつれて、無給労働時間のそれに対応する減少はなされない。更には男性は女性が賃金労働の割合を増やしたのと同じ割合で無給労働を増加させてはいない。2015年の「The Human Development Report」によれば、63か国で、男性は無給労働に10%の時間しか費やしていないのに対して、女性は31%の時間を無給労働に費やしているとされる。特に女性が貧困に晒され、基本的なインフラが不足している地域社会においては二重負担は更に激しくなる。食料と水に簡単にアクセスできない地域では、家庭内労働には更なる時間を要する。

## データ
無給労働の測定に最も一般的に使用される方法は、時間利用調査によるものである。これらの調査では、賃金労働に費やされた時間対、料理などの家事に費やされた無給労働の時間を評価しようとするものである。Sarah Gammage（サラ・ガンマージュ）は、家庭内や家族間で無給の家事労働を行う時間を測定するために、グアテマラでの時間利用調査を行った。この調査で、無給の家事労働の約70%を完了した女性を発見した。同様に、Debbie Budlengerは6か国で時間利用調査を行い、各国の女性が毎日無給の家事労働に大半の時間を費やしていることを判明した。この調査の結果は以下の通りである。
| 国           | 男性 | 女性 |
| アルゼンチン | 101  | 293  |
| インド       | 36   | 354  |
| 大韓民国     | 38   | 224  |
| ニカラグア   | 66   | 318  |
| 南アフリカ   | 91   | 273  |
| タンザニア   | 44   | 262  |

Liangshu QiとXiao-Yuan Dongによる別の時間利用調査では、中国の男性は平均58分の無給労働を完了しているのに対し、女性は平均139分との結果も得ている。
国連統計局が2000年から2015年までにに収集した時系列データは、女性が世界中の無給家事労働の半分以上を担っているという主張を直接支持する。男女の時間利用の最大の相違は発展途上国である。データは24時間の日記で収集され、80か国、期間は7日間に渡り、これが平均化された。上位10位には、3つのスカンジナビア諸国の他、スウェーデン、ノルウェー、デンマーク、オランダ、フィンランドの北欧諸国がある。 調査対象の国のうち、スウェーデンは男女の利用時間の差が最も小さく、1日のうち3.33時間の差があった。
これに対し、アルジェリア、チュニジア、メキシコ、イラク、グアテマラにあたっては1日に18時間を超える女性と男性の時間差があった。メキシコとグアテマラの割合は、女性が1日の時間数を約3時間超えた家事労働の割合となった。女性が通常よりも多くの家事を行った場合に、平均を超える可能性がある。数学的には、1日4時間、週7日の家事労働の平均は、1週間当たり672時間、または1日当たり28時間に近似する。
マラウイでの男性の家事労働を調べると、男性の1日当たりの家事労働時間は約1.25時間であり、2004年のカンボジアの男性の家事労働時間と同じである。その他の例を挙げると、パキスタンでは男性の家事労働時間は1.81時間で18.06時間の差、マリでは2.50時間で17.92時間の差、日本では2.92時間で12.01時間の差、パレスチナでは3.06時間で16.11時間の差との結果が出ている。
一方、マラウイでは平均すると女性の賃金労働時間の最小時間は週8.68時間である。アメリカでは2014年のデータより、女性が週14.58時間賃金労働に就いていることがわかる。家事労働の傾向は、35か国のうち1年以上のデータを有する14か国で0.99から12.99時間の範囲で無給労働者の割合が減少している。

## 性別と無給労働
社会的に構築された男女の役割は、男性と女性を特定のカテゴリに理想的、または適切な行動として規定している。女性は社会的に女性の役割を果たしている。なぜなら、女性は主として性的契約によって定義されているかのように男性に金銭的に依存しているため、男性の個人的責任とみなしているからである。この構造は、経済的支援への主なアクセスが男性との結婚となり、女性は経済的に男性に依存するようになった。この性別による分裂は、女性のニーズや権利を目に見えなくし、男性は女性に対して支配的であり続け、男女間の必要な依存を隠している。この必要な依存とは、女性が男性の収入に依存しているように、男性は女性の家庭と生殖の労働に依存しているという事実である。
多くの社会において社会的に構築された女性の役割は出産、育児、高齢者や障碍者の介護、食料や衣類の準備、水や燃料の収集などである。また女性の役割は、再婚や家事代行サービス等の金銭の支払いによって男性に容易に置き換えられるため、経済的にも社会に構築される。これらは金銭による売買が可能であるが、家事労働の大半は無給労働であり、正式には会計処理されない。社会的に構築された男女の役割と、サービスの支援の交換として男女の関係を掲げる経済的動機によって女性が強化されてきた。この構成は、女性に関係して育てられた社会的プロセスに関連していると主張されている家父長制度に基づいており、女性は介護者と家族構造の支持者であり、対して男性は金銭を提供する。言い換えれば、男性は金銭を提供し、女性は家事労働の義務を負う。社会的に建設された男女分業の為に、通常男性は女性よりもはるかに少ない家事労働の責任を負う。

## 家事労働の影響
不均衡な無給の家事労働は、女性が家庭外での社会的活動を支援するのに悪影響を及ぼす。無給労働は賃金労働への参入の障壁となるか、または賃金労働への参入を経ても二重負担の問題が残る。
1995年のUNDP Women and Development Reportは、男女それぞれの賃金労働と家事労働や地域社会の仕事に費やす無給労働の時間利用調査を、31か国の産業における先進国と途上国において分析した結果を報告している。調査された殆どの国で、女性は男性よりも長時間働いたが経済的報酬は少なかった。この研究は先進国と途上国の両方において、男性は所得の共有を認識しているが、女性の労働は無給で認識されず、過少に評価されていることを見出した。無給労働と賃金労働の時間の割合は、先進国では女性が無給労働に全労働の3分の2を費やし、残る3分の1を賃金労働に費やしている。途上国でも同様に、女性は3分の2を無給労働に費やすが、男性の割合は4分の1に満たない。さらに研究者であるRuth Pearson（ルース・ピアソン）によると、途上国において男性が「女性の仕事」として無給労働を拒否しているという事実の為に、女性が無給労働の過半数を占める傾向にあると主張している。特に男女間の無給労働の負担の差は、グローバル化への男性の参加により女性の家事労働が増加する、ナイジェリアやエクアドルといった発展途上国で特に示されている。

### 女性への影響
時間利用調査によると、女性は男性よりも多くの時間を無給労働に費やすことが示されている。女性は男性よりも無給の家事労働に多くの時間を費やすため、賃金労働に費やす時間は減少し、所得が低くなる。女性は伝統的に男性よりも収入が少ないと考えられ、女性への教育やスキルへの投資がなされず、これがさらに女性を無給労働に定着させ、社会規範のサイクルを作り、男女間の不平等を悪化させる。
この男女間の不平等は、大きな「ジェンダーリスク」の動向をもたらし、女性や少女はなぜ恵まれないのか、男性よりも女性に貧困の影響を及ぼす可能性が高い理由を説明している。

女性が賃金労働に参入しても、依然として家庭内の無給労働の大多数の責任を負う。賃金労働者は毎日働いて帰宅し、その後に無給の家事労働を終日行うという二重労働の負担を負う。二重負担を負う女性は賃金労働に費やす時間が相対的に減少し、その間男性は賃金労働に時間費やすことが可能である。これは男性が有利にキャリアを積めることを示し、女性の労働力における職務成績に悪影響を及ぼす可能性がある。更に二重負担は、女性の自身の世話や睡眠といった時間を減少し、女性の幸福感にも影響を及ぼす可能性がある。

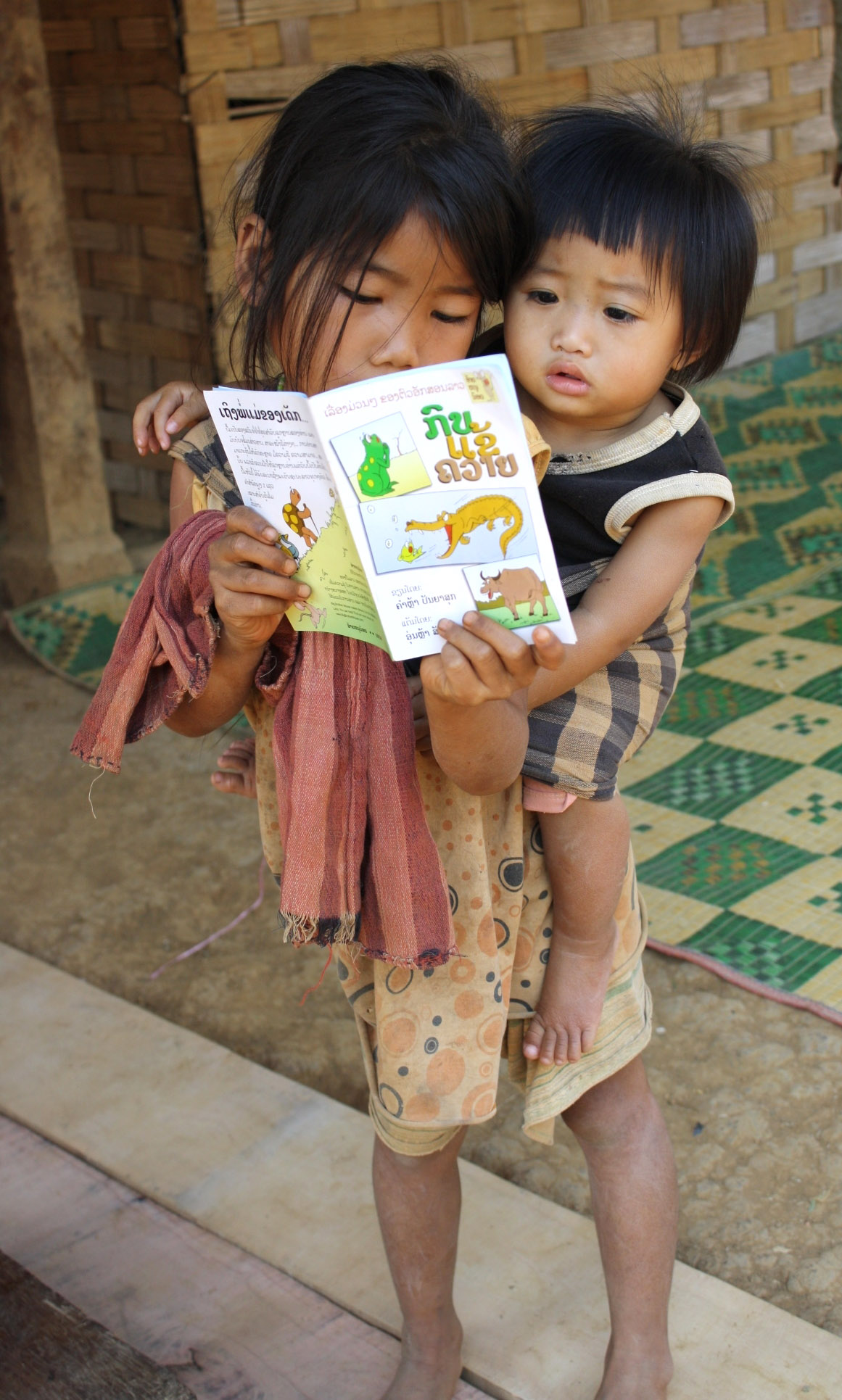
無給労働による育児を行う少女

### 子供への影響
統計によると、多くの子供、特に貧しい国や世帯の子供は無給の家事労働に強制的に従事する。無給の家事労働は伝統的に多くの社会で女性がその役割を担い、家事労働の為に学校を中退させられる少女が存在する。

### 経済への影響
一部のエコノミストは、経済的価値に無給労働を含めるべきであると主張する。女性の無給労働は国内総生産（GDP）や国民総所得に含まれない。女性の仕事の不可視化は、家計と労働市場との関係の分析を困難にしている。経済的産出量の測定は大部分が不正確であり、GDPを測定する際に無給労働が組み込まれれば、2010年にGDPは26%上昇すると予測される。
無給労働は、家庭での食事や衛生などの重要な財やサービスを創出することで経済に貢献している。これにより他の世帯員は賃金労働により経済全体に貢献することができる。（生きるための介護労働も含む。）この理由から、Indira Hirwayは無給の家事労働は、消費よりもむしろ生産だとみなすべきだと主張している。Hirwayはまた、無給の家事労働は「財」としての属性を有していることに留意する。無給労働は自由でも無制限なものでもないからである。
無給労働は、家庭内のその職務に供される女性が少なくない為、経済の労働供給にも影響を及ぼしている。

### 国民への影響
無給の家事労働は、国や地方公共団体の予算に良い影響を与える。育児（保育）や 介護（高齢者福祉）、医療や健康に関するサービスが無給の家事労働者によって提供されるため、これらに対する予算が削減されるのである。しかし育児や高齢者及び傷病人、障碍者等の介護の多くは女性家族に課され、これらの公共のサービスの削減は、女性の賃金労働への参加に悪影響をもたらす可能性があることに注意が必要である。
AslanbeiguiとSummerfieldによると、社会支出の削減が経験されると、特に金融危機の際に女性と子供に影響すると指摘する。医療、教育、収入の削減は女性を長期的に不利にし、貧困化が進み、地域によってそれが依存状態となる。

### 経済と賃金労働市場への影響
グローバルの市場経済の秩序の維持には、無給労働が必要である。ヘンダーソンのケーキ理論によれば、生殖労働者や無給労働者は「全ての経済機能の鍵」である。
無給労働者は賃金労働者の生産性を促進する。生産性は、個人的な利益の為に使用できる能力と共に、資本の生産システムに使用する。資本には「貴重品」とみなされる全てに金銭的価値を置くことで世界の資本主義慣習を維持する金融資本と、「価値ある」とみなされる能力、知識、経験である人的資本の2種類がある。組織や国は金融資本の生産に取り組む人々の健康と福祉のため、人的資本への投資として教育、研修、医療などへの支出を考慮する。しかし人的資本は通常、人的資本に貢献するために行われた多くの労働が無給労働によるものであるため、金融資本よりも個人のコストの観点から見て価値が低い。
雇用による労働者（特に低賃金の職種）は、共働きのように家庭内で複数の個人が賃金労働者として働く必要性が高まり、市場化している。その中でも、介護のような職種では多くが低賃金による不安定な状況下での労働を強いられる。

## 評価方法
無給労働の価値を測定するには、機会費用法、市場代替費用法、入出力費法の3つの方法が考えられる。

### 機会費用法
機会費用法は、無給労働の代わりに労働市場で賃金労働を行った場合の賃金から、無給労働の価値を測定するものである。
例えば、女性弁護士が無給の家事労働を行う主婦となった場合に、無給の家事労働の1時間の価値は、弁護士として働いた場合に得ていた時給となる。この方法の欠点は、2人の無給労働者が同じ熟練度で同じ仕事をすることが可能でも、労働者の以前の教育と技能水準に基づいて仕事の価値が変動することである。更には賃金労働の経験の無い無給労働者にとって、仮に賃金労働を行っていた場合の賃金が確定できず、問題となる。

### 市場代替費用法
市場代替費用法は、そのサービスを市場で購入するための金銭的な費用を計算することで無給労働の価値を測定するものである。
例えば、育児を評価するには保母を雇用する費用で評価する。食事の提供の場合では、飲食店で同様の食事をする費用で評価する。この方法の欠点は、自分の家族や子供に対する感情的価値を説明できないことである。

### 入出力費用法
入出力費用法は、無給労働によって生み出される財とサービスの市場での金銭的価値を計算することによって、無給労働の価値を測定するものである。

## 政策
マクロレベルでの無給労働の価値を強調し、世帯内での無給労働を再分配する政策は、男女平等社会の実現にとって不可欠なものである。以下は学者による有効な政策の提案の概説である。

### 国や地方レベルでのデータ収集
マイクロおよびマクロレベルでのエリアのデータと入手可能性は、この方針が家庭内の分業にどのように影響するのか調査し、無給労働者の価値を測定するために改善が必要な分野である。国連統計局等の組織で、男女それぞれの賃金労働、無給労働の総労働時間と賃金に関する定量的データを収集することは、特に市場代替費用法の場合無給労働の価値をどのように計算するかを決定する上で有用である。

### 公共インフラ整備への投資
公的資金をより効率的な資源へのアクセスを可能にするための投資プロジェクトに導く政策は、特に途上国における無給労働者の負担を軽減するために不可欠である。Koolwalとvan de Walleの研究によると、農村部や途上国に過ごす女性は水の採取にかなりの時間を費やしている。中東、北アフリカ、サハラ以南のアフリカ、東南アジアの各国では、インフラ投資の結果として水へのアクセスが増えると、多くの女性は有給雇用に入るのではなく、無給労働に費やす時間が全体的に減少した。

### 補助金を受けた子育てや介護
高品質で手頃な価格の子育てや介護のサービスが求められる。無料での育児や介護は、賃金労働者が収入を得るのに効果的ではない。賃金労働者が労働を補償され、家族がそれらのサービスを受けるには、労働者に対する補助金が必要である。

### 化石燃料に依存しない補助エネルギー
家庭でのエネルギー需要の為に燃料を収集するのにかかる時間を短縮するために、国は再生可能エネルギーの施策支援をするべきである。さらに、標準的な形式の家庭用燃料に代わるバイオガスの生産はより優れた代替方法である。無公害であり、家庭内の空気汚染の削減は全ての世帯員にとって有益である。

### 家庭に優しい職場の方針
家庭内での無給労働の再分配を促進するには、労働時間の短縮や有給休暇、在宅勤務などの柔軟な対応が考えられる。Nancy Fraser's（ナンシー・フレーザー）の1994年の記事「After the Family Wage: Gender Equity and the Welfare State」（訳：「家族賃金：男女別自己資本と福祉国家」）によると、2つの家庭の調査で男女平等を保障する最も効率的な手段が週休労働であることを示唆している。同時に、共働き世帯や片親世帯に限定されず、広く家計の動態を認識することが不可欠である。